# 拉拉亞德聖瑪麗亞
拉拉亞德聖瑪麗亞（西班牙語：La Raya de Santa María），是巴拿馬的城鎮，位於該國中西部，由貝拉瓜斯省的聖地牙哥區負責管轄，面積107.6平方公里，海拔高度42米，2010年人口3,268，人口密度每平方公里30.4人。